# Талон, Жан
Жан Талон граф Д’Орсенвиль (фр. Jean Talon; крещён 8 января 1626, Шалон-ан-Шампань — 14 ноября 1694, Париж) — администратор, наместник, первый интендант Новой Франции — французской колонии в Северной Америке. Королевский секретарь.

## Биография
Учился в Париже в иезуитской семинарии де Клермон. В молодом возрасте поступил на военно-административную службу: был комиссаром во время войны во Фландрии, инструктором в армии Тюренна в 1653 году, комиссаром Ле-Кенуа в 1654 году. В 1655 году он стал наместником бельгийской провинции Эно. Занимая этот пост, заслужил несколько похвал кардинала Мазарини за рвение и компетентность.
В 1665 году Людовик XIV и королевский министр Ж.-Б. Кольбер искали наместника для колонии Канады. В течение более 20 лет, ослабленная и дезорганизованная колония в Северной Америке находилась в руках жестокого и неуловимого врага, который ежедневно угрожал её хрупкому существованию. Канада отдавала все силы борьбе с ирокезами, чей «воинственный и кровожадный нрав» увеличивался пропорционально их успеху. Вся жизнь колонии была затронута противостоянием с ними: торговля мехом, экономическая основа страны, почти прекратилась, что поставило под угрозу будущее существования Новой Франции. Именно по этой причине Людовик XIV и Кольберт решили вмешаться, пока не стало слишком поздно. Назначение наместника, в частности, входило в план необходимой реорганизации Новой Франции.
На этот пост был назначен наместник провинции Эно Ж. Талон. 23 марта 1665 года он получил полномочия, и 24 мая отправился в Новую Францию на борт корабля «Сен-Себастьян» вместе с губернатором Реми де Курселем. Прибыл в Квебек 12 сентября 1665 года.
В качестве «интенданта закона, общественного порядка и финансов в Канаде и Новой Франции» проявил себя в 1665—1672 как верный слуга короля и королевского министра Ж.-Б. Кольбера, превратив незначительное отдалённое поселение в приносившую немалый доход и способную защищать себя провинцию.
Прибыв в Америку, Талон попытался изменить экономическую базу колонии с торговли мехами на сельское хозяйство, но обнаружил, что этого нельзя добиться без большего количества населения.
Первыми шагами Ж. Талона стали оценка природных ресурсов края и занятий его жителей. Интендант организовал пивоварение, поддержал кустарные ремесла, судостроение, рыбный промысел, начал торговать с Французской Вест-Индией. При нём была начата разработка залежей железной руды на р. Сен-Морис, северном притоке р. Святого Лаврентия. В провинцию были завезены 2000 иммигрантов и бывших солдат, в том числе, 800 женщин, известных как Королевские девушки, которые, должны были, по плану Талона, вступая в брак с крещёными индейцами, послужить делу увеличения населения Новой Франции. Однако план этот провалился, поскольку индейцы не желали вступать в брак с французами, и Ж. Талон вынужден был установить штрафные санкции для холостяков (которым запрещалось охотиться и ловить рыбу до тех пор, пока они не женятся) и поощрительные вспомоществования для молодожёнов и многодетных семей. В результате население колонии к 1676 выросло до 10 000 человек.
Первоначально Ж. Талон намеревался осуществить грандиозный план французской экспансии на североамериканском континенте, о чём докладывал Кольберу: 

«Ничто не может помешать нам водрузить знамя Его величества во Флориде, Новой Швеции, Новой Голландии и Новой Англии, а через первую из них проникнуть в Мексику».
 Однако, подчиняясь указаниям Кольбера, стремившегося к сокращению расходов на колонию, Талон сосредоточил усилия на заселении долины р. Святого Лаврентия, где основал три новых поселения.
В 1671 г. Талон обратился с прошением к королю о переводе его во Францию «ввиду его послушания при отъезде из Европы и многочисленных опасностей и трудов на земле столь суровой».
Во второй раз, Ж. Талон занимал пост интенданта Новой Франции с 1670 до осени 1672 года, после чего окончательно вернулся во Францию.
При дворе Талон получил пост королевского секретаря и титул графа Д’Орсенвиля. После отъезда Талона дела в Новой Франции пришли в упадок, колонисты главным образом стали заниматься сельским хозяйством и торговлей пушниной.
Умер Талон во Франции 24 ноября 1694.